# Benkogambiet
Het Benkogambiet in de opening van een schaakpartij is een variant van het Indisch. Het wordt ook wel het Wolgagambiet of het Opocenskygambiet genoemd. De Hongaarse schaker Pál Benkő beschreef dit gambiet in zijn boek, The Benko Gambit, gepubliceerd in 1974. Russische schakers hebben dit gambiet in de 20e eeuw vaak gespeeld, vandaar de naam Wolgagambiet en ook de Tsjechische schaker Karel Opočenský heeft het gambiet geanalyseerd en gespeeld. Dit gambiet is ingedeeld bij de halfgesloten spelen, en heeft de ECO-code A57.
De zetten zijn: 1.d4 Pf6 2.c4 c5 3.d5 b5.